# Dushore
Dushore és una població dels Estats Units a l'estat de Pennsilvània. Segons el cens del 2000 tenia 663 habitants.

## Demografia
Segons el cens del 2000, Dushore tenia 663 habitants, 341 habitatges, i 150 famílies. La densitat de població era de 290,9 habitants per quilòmetre quadrat.
Dels 341 habitatges en un 21,1% hi vivien nens de menys de 18 anys, en un 30,8% hi vivien parelles casades, en un 8,2% dones solteres, i en un 56% no eren unitats familiars. En el 51% dels habitatges hi vivien persones soles el 27,3% de les quals corresponia a persones de 65 anys o més que vivien soles. El nombre mitjà de persones vivint en cada habitatge era d'1,94 i el nombre mitjà de persones que vivien en cada família era de 2,93.
Per edats la població es repartia de la següent manera: un 21% tenia menys de 18 anys, un 6,5% entre 18 i 24, un 26,7% entre 25 i 44, un 22,2% de 45 a 60 i un 23,7% 65 anys o més.
L'edat mediana era de 42 anys. Per cada 100 dones de 18 o més anys hi havia 78,2 homes.
La renda mediana per habitatge era de 26.635 $ i la renda mediana per família de 41.563 $. Els homes tenien una renda mediana de 31.042 $ mentre que les dones 21.125 $. La renda per capita de la població era de 17.448 $. Entorn del 9% de les famílies i el 14,4% de la població estaven per davall del llindar de pobresa.

## Poblacions més properes
El següent diagrama mostra les poblacions més properes.